# Anthony Murphy
Anthony „Tony“ Murphy ist ein irischer Schauspieler, Filmproduzent und Drehbuchautor.

## Leben
Murphy begann seine Schauspielkarriere durch eine Episodenrolle in der Fernsehserie Any Time Now. 2008 folgten Besetzungen in den Spielfilmen Blick des Bösen – Sie will nur spielen und Apollo Music Club. 2010 hatte er eine Rolle im Kurzfilm Bogged Down, wobei er auch für dessen Drehbuch und die Produktion zuständig war. In den nächsten Jahren folgten Besetzungen in internationalen Filmproduktionen wie 2011 in Paladin – Der Drachenjäger sowie in viele inländischen Projekten. 2020 produzierte er die Kurzfilme Flips und A Dog's Life, wo er auch jeweils eine Charakterrolle übernahm. Ersterer Kurzfilm wurde am 3. Dezember 2020 auf dem Tampa Bay Underground Film Festival gezeigt.

## Filmografie

### Schauspieler
- 2002: Any Time Now (Fernsehserie, Episode 1x02)
- 2008: Blick des Bösen – Sie will nur spielen (The Daisy Chain)
- 2008: Apollo Music Club
- 2010: The Line (Kurzfilm)
- 2010: Bogged Down (Kurzfilm)
- 2011: Charlie Casanova
- 2011: Father Alex's Webcam (Fernsehserie, Episode 1x03)
- 2011: Paladin – Der Drachenjäger (Dawn of the Dragonslayer)
- 2012: Fair City (Fernsehserie)
- 2012: Shrinking Woody Allen (Kurzfilm)
- 2012: Don't Cry Over Spilt Milk (Kurzfilm)
- 2013: Doghouse (Kurzfilm)
- 2013: Dark by Noon
- 2013: Unfold (Kurzfilm)
- 2013: Cold
- 2013: The Late Men
- 2014: Patrick’s Day
- 2014: The Canal
- 2014: Dead End (Kurzfilm)
- 2016: The Fireman and the Nurse (Kurzfilm)
- 2017: The Lodgers
- 2017: The Legend of Harry and Ambrose
- 2018: The Limit Of
- 2018: Flow (Kurzfilm)
- 2019: Make Room in Hell
- 2019: Vaudevillains
- 2020: Flips (Kurzfilm)
- 2020: A Dog's Life (Kurzfilm)
- 2020: The Sleep Experiment

### Produzent
- 2010: Bogged Down (Kurzfilm) (auch Drehbuch)
- 2020: Flips (Kurzfilm)
- 2020: A Dog's Life (Kurzfilm)